# Begonia setulosa
Begonia setulosa là một loài thực vật có hoa trong họ Thu hải đường. Loài này được Bertol. mô tả khoa học đầu tiên năm 1840.